# Màrios Vàrvoglis
Màrios Vàrvoglis (Brussel·les (Bèlgica), 10 de desembre, 1885 — Atenes (Grècia), 30 de juliol, 1967) fou un prominent compositor i director d'orquestra del segle xx.
Juntament amb Emilios Riadis, Dionís Lavrangas, Georgy Lambeleth i Manolis Kalomiris va ser un dels fundadors de la vida moderna Escola Nacional Grega de Música.

## Biografia
La família Vàrvoglis es remunta a la ciutat de Serres, a Macedònia oriental. Amb la caiguda de Constantinoble el 1453, la família es va dividir en branques. Una part de la família va trobar refugi a Venècia, l'altra es va quedar a Constantinoble, conquerida pels otomans. Membres de la branca veneciana de la família Vàrvoglis van arribar més tard al Peloponès, durant les operacions militars de Francesc Morosini (1684–1688), que van expulsar els turcs de la península. Amb l'exèrcit de Morosini, l'oficial Constantine Vàrvoglis i el seu fill Alexandre van arribar al Peloponès. Aquest últim va marcar l'inici de la branca del Peloponès dels Vàrvoglis. Un dels descendents d'Alexandre, Georgios Vàrvoglis, va tornar als orígens de la família a l'est de Macedònia Serres, després de les quals va desenvolupar activitats comercials a Odessa, va fer fortuna a Rússia, va tornar al Peloponès, però després de l'aixecament del Peloponès va ser turmentat pel turcs, juntament amb altres membres de la família.
El besavi del compositor Georgios Vàrvoglis i el seu avi Panagiotis van participar en la Guerra d'independència de Grècia (1821–1829), i l'avi, Panagiotis Vàrvoglis, es va convertir en ministre (1849) a l'estat grec recreat. El pare del compositor, Nikolaos Vàrvoglis, era un oficial de l'exèrcit, director d'una fàbrica de pólvora i ensenyava a l'escola militar Evelpid. I l'oncle del futur compositor, Philippos Vàrvoglis, es va convertir en ministre del govern de Theodore Diliyannis el 1895.
Joventut

Màrios Vàrvoglis va néixer l'any 1885 a Brussel·les, durant un viatge de negocis per al seu pare, que anava acompanyat de la seva dona, Maria Frantzidou. Màrios va créixer a Atenes. Inicialment, Màrios volia estudiar com a artista, i l'any 1900 es va matricular a l'Escola de Belles Arts d'Atenes (classe de Lytras i Roylos. Paral·lelament, feia classes de música al Conservatori d'Atenes.
El 1902, Màrios va anar a París per estudiar ciències polítiques (com volia la seva família). Tanmateix, Màrios va contactar amb els cercles artístics de Montmartre i va fer un gir decisiu a favor de la música. Després d'això, Màrios va estudiar música al Conservatori de París i a l'Escola Santorum de París amb Xavier Leroux, Georges Caussade i Vincent d'Indy. Va romandre a París, on va estudiar i treballar fins al 1920, amb un breu descans el 1909-12, quan va treballar temporalment a Viena i Düsseldorf. A París, es va moure en cercles avantguardistes i va conèixer artistes i músics famosos (els seus amics eren Alfredo Casella, Maurice Ravel, Edgard Varèse, Camille Saint-Saëns i Amedeo Modigliani). Cal destacar que el retrat de Vàrvoglis de Modigliani va ser l'últim treball de l'artista abans de la seva mort, que també va anar acompanyat de la inscripció "Le beau Marius" (Els bell Màrios).
Entre els grecs de París, entre els amics de Màrios hi havia el poeta Sotiris Skipis (1881-1952), el compositor Emilios Riadis i el poeta Jean Moreas, naturalitzat a França. Mentre Moreas encara era viu, va intentar mantenir Vàrvoglis dels excessos herètics de tota mena d'"escoles" d'aquella època.

## Període creatiu d'Atenes
Vàrvoglis va tornar a Atenes el 1920 amb la seva dona, la decoradora francesa Edith Connier, amb qui va tenir dos fills. Va ser acceptat com a professor al departament de teoria de la música del Conservatori d'Atenes i es va activar en cercles de crítica i composició musicals. Paral·lelament, ensenyava música en diversos gimnàs. El 1931 esdevingué un dels cinc fundadors de la Unió de Músics Grecs, i del 1936 al 1957 fou vicepresident de la Unió. Va continuar la seva col·laboració amb la revista Numas, que va començar l'any 1909.
Fins fa anys, en Màrios vivia i treballava a Atenes. El 1923 va rebre la "Distinció Nacional de les Arts i les Lletres" i el 1937 el musical "Premi Takis Kandiloros" de l'Acadèmia de Ciències d'Atenes.

## Persecució per creences polítiques
Vàrvoglis va ser perseguit per les seves creences polítiques durant la dictadura del general Metaxàs. Durant els anys difícils de la triple ocupació alemanya, italiana i búlgara de Grècia, Vàrvoglis va viure a Atenes. Després de l'alliberament del país per les forces de l'Exèrcit Popular d'Alliberament, i la immediata intervenció militar britànica posterior al desembre de 1944, Vàrvoglis, juntament amb milers de partidaris i senzillament simpatitzants de les forces d'alliberament d'esquerres dels grecs, va ser empresonat a camps de concentració britànics.
En realitat, Vàrvoglis no era comunista, però va pagar la seva amistat amb comunistes com el poeta Kostas Vàrnalis i el crític literari Mark Avgeris. Després que Vàrvoglis fos alliberat del camp de concentració, va ser acomiadat del gimnàs on va ensenyar durant uns 20 anys. En tots els anys següents, Manolis Kalomiris va intentar, sense èxit, "arrossegar" Vàrvoglis a l'Acadèmia de Ciències d'Atenes, sobretot per millorar la seva situació financera. El març de 1966, pocs anys després de la mort de Kalomiris i un any abans que el mateix Vàrvoglis morís, la seva candidatura a l'Acadèmia va ser rebutjada una vegada més, per el marge d'un vot.

## Darrers anys
El 1957, Vàrvoglis es va convertir en president de la Unió de Compositors Grecs. Paral·lelament, en el període 1955-1967, va ser crític musical per a les redaccions dels diaris “Svobodnoe Slovo” (en grec: Ελεύθερος Λόγος) i “Notícies” (en grec: Τα Νέα). Malgrat la seva difícil relació amb la Grècia oficial, Vàrvoglis va rebre l'Ordre del Fènix el 1965 per la seva contribució a la música grega.
Màrios Vàrvoglis va morir a Atenes el 1967 i va ser enterrat al cementiri municipal de Zografos.

## Valoracions de la creativitat de Vàrvoglis
Vàrvoglis va escriure música senzilla amb molta dificultat, utilitzant el seu do de "flux no forçat". El seu amic, el compositor Emilios Riadis, va escriure: "La música de Vàrvoglis flueix en poques gotes i és pura, com l'aigua cristal·lina d'una font grega". El musicòleg S. Spanoudis va escriure que la música de Vàrvoglis concentra tots els elements d'inspiració "neoclàssica" pura, desbordant de lirisme i "sensibilitat àtica".
En conseqüència, l'obra de Vàrvoglis, encara que de petit volum, és una de les més significatives entre els compositors grecs, ja que el compositor seguia religiosament la doctrina del seu amic Jean Moreas: "Faire tres difficilement des vers faciles" ("Fes versos fàcils amb gran dificultat"). El musicòleg Keti Romanou creu que, malgrat que Vàrvoglis és poc conegut entre la població grega general, la seva contribució al que avui s'anomena "Escola Nacional de Música" és més que significativa.

## Obra
- Algunes de les seves obres més significatives:

Òpera

- Αγία Βαρβάρα, 1912)
- Το Απόγευμα της Αγάπης, 1935)

Música escènica

- Agamèmnon d'Èsquil (1932)[7][8]
- Els perses d'Èsquil (1934)
- Els ocells d'Aristòfanes (1929)
- Medea d'Eurípides (1942)
- Ο Όρκος των Νεκρών, 1929)
- Να ζει το Μεσολόγγι, 1933[9][10][11]

Música orquestral

- Το πανυγήρι, (1906-1909)
- Ποιμενική σουίτα, (1912)
- Ελληνικό Καπρίτσιο, 1914)
- "Cànon, ball rodó i fuga" - dedicatòria a Johann Sebastian Bach (Κανόνας, Χορικό και Φούγκα, 1930)
- "Preludi, ball rodó i fuga" - la segona dedicatòria a Bach (Πρελούδιο, χορικό και φούγκα, 1937)
- Στοχασμός, (1938)[12][13]
- Δάφνες και Κυπαρίσσια, (1950)
- Πίσω από το συρματόπλεγμα, (1945)

Música de cambra

- "Колыбельная куклы" (1905)
- "Буколическая сюита" (1912)
- "Homenatge a César Franck" per a violí i piano (1922)
- "Трио для скрипки" (1938)
- "Трио для фортепиано" (1943)
- Прелюдия и фуга на Византийскую тему, "Preludi i fuga sobre un tema bizantí" (1953)
- "Homenatge a Nikos Skalkotas" (1967)

Música per a piano
- Η ώρα των παιδιών, (1904) - 14 obres infantils diverses
- Ελληνική Ραψωδία, (1909)
- Σονατίνα, (1927)[14]

Música vocal

- Ευρυκόμη, 1906) — basat en poemes de Dionysios Solomos
- Το τραγούδι του αγωγιάτη, (1906)
- Ελληνικό αγέρι, (1927) — obra per a cor masculí
- Μην ξέρετε γιατί, (1935) — Cançó de Nadal
- Τα σύννεφα, (1940) — obra per a cor femení